# Tri chotáre (Vtáčnik)
Tri chotáre (1144 m n. m. ) je vrchol v hlavním hřebeni pohoří Vtáčnik. Nachází se v centrální části pohoří, nad obcí Prochot.
Vrchol pokrývá smíšený les a leží v Chráněné krajinné oblasti Ponitrie.

## Přístup
- po  červené značce
  - po hřebeni z Malé Homolky (1298 m n. m.)
  - po hřebeni z Hrebienok (1186,9 m n. m.)
- po  žluté značce z Prochote přes rozcestí Pod Tremi chotármi [2]